# Comercio exterior de Bolivia
El Comercio exterior de Bolivia se define al comercio internacional que mantiene el Estado Plurinacional de Bolivia a nivel mundial, en el intercambio de diferentes productos, bienes y servicios con uno o más países así como también con regiones económicas. Para el país.

## Comercio exterior de Bolivia con Sudamérica

### Argentina
| DÉCADA DE 1990 (Años 90s)                                  |                           |                            |                         |                                           |
| Año                                                        | Exportaciones a Argentina | Importaciones de Argentina | Balanza Comercial Anual | Acumulativo Superávit o Déficit Comercial |
| 1992                                                       | US$ 153 millones          | US$ 103 millones           | + US$ 50 millones       | + US$ 50 millones                         |
| 1993                                                       | US$ 121 millones          | US$ 114 millones           | + US$ 7 millones        | + US$ 57 millones                         |
| 1994                                                       | US$ 145 millones          | US$ 117 millones           | + US$ 28 millones       | + US$ 85 millones                         |
| 1995                                                       | US$ 133 millones          | US$ 127 millones           | + US$ 6 millones        | + US$ 91 millones                         |
| 1996                                                       | US$ 138 millones          | US$ 137 millones           | + US$ 1 millón          | + US$ 92 millones                         |
| 1997                                                       | US$ 180 millones          | US$ 262 millones           | - US$ 82 millones       | + US$ 10 millones                         |
| 1998                                                       | US$ 121 millones          | US$ 234 millones           | - US$ 113 millones      | - US$ 103 millones                        |
| 1999                                                       | US$ 53 millones           | US$ 248 millones           | - US$ 195 millones      | - US$ 298 millones                        |
| DÉCADA DE 2000 (Años 2000s)                                |                           |                            |                         |                                           |
| 2000                                                       | US$ 29 millones           | US$ 317 millones           | - US$ 288 millones      | - US$ 586 millones                        |
| 2001                                                       | US$ 27 millones           | US$ 307 millones           | - US$ 280 millones      | - US$ 866 millones                        |
| 2002                                                       | US$ 24 millones           | US$ 308 millones           | - US$ 284 millones      | - US$ 1 150 millones                      |
| 2003                                                       | US$ 38 millones           | US$ 284 millones           | - US$ 246 millones      | - US$ 1 396 millones                      |
| 2004                                                       | US$ 122 millones          | US$ 298 millones           | - US$ 176 millones      | - US$ 1 572 millones                      |
| 2005                                                       | US$ 260 millones          | US$ 397 millones           | - US$ 137 millones      | - US$ 1 709 millones                      |
| 2006                                                       | US$ 371 millones          | US$ 453 millones           | - US$ 82 millones       | - US$ 1 791 millones                      |
| 2007                                                       | US$ 422 millones          | US$ 589 millones           | - US$ 167 millones      | - US$ 1 958 millones                      |
| 2008                                                       | US$ 493 millones          | US$ 729 millones           | - US$ 236 millones      | - US$ 2 194 millones                      |
| 2009                                                       | US$ 433 millones          | US$ 628 millones           | - US$ 195 millones      | - US$ 2 389 millones                      |
| DÉCADA DE 2010 (Años 10s)                                  |                           |                            |                         |                                           |
| 2010                                                       | US$ 553 millones          | US$ 713 millones           | - US$ 160 millones      | - US$ 2 549 millones                      |
| 2011                                                       | US$ 1 059 millones        | US$ 966 millones           | + US$ 93 millones       | - US$ 2 456 millones                      |
| 2012                                                       | US$ 2 110 millones        | US$ 1 066 millones         | + US$ 1 044 millones    | - US$ 1 412 millones                      |
| 2013                                                       | US$ 2 510 millones        | US$ 1 022 millones         | + US$ 1 488 millones    | + US$ 76 millones                         |
| 2014                                                       | US$ 2 542 millones        | US$ 1 152 millones         | + US$ 1 390 millones    | + US$ 1 466 millones                      |
| 2015                                                       | US$ 1 473 millones        | US$ 1 157 millones         | + US$ 316 millones      | + US$ 1 782 millones                      |
| 2016                                                       | US$ 810 millones          | US$ 900 millones           | - US$ 90 millones       | + US$ 1 692 millones                      |
| 2017                                                       | US$ 1 246 millones        | US$ 1 163 millones         | + US$ 83 millones       | + US$ 1 775 millones                      |
| 2018                                                       | US$ 1 433 millones        | US$ 1 137 millones         | + US$ 296 millones      | + US$ 2 071 millones                      |
| 2019                                                       | US$ 1 361 millones        | US$ 1 090 millones         | + US$ 271 millones      | + US$ 2 342 millones                      |
| DÉCADA DE 2020 (Años 20s)                                  |                           |                            |                         |                                           |
| 2020                                                       | US$ 1 020 millones        | US$ 676 millones           | + US$ 344 millones      | + US$ 2 686 millones                      |
| 2021                                                       | US$ 1 035 millones        | US$ 1 119 millones         | - US$ 84 millones       | + US$ 2 602 millones                      |
| 2022                                                       | US$ 1 744 millones        | US$ 1 336 millones         | + US$ 408 millones      | + US$ 3 010 millones                      |
| 2023                                                       | US$ 954 millones          | US$ 1 085 millones         | - US$ 131 millones      | + US$ 2 879 millones                      |
| 2024                                                       | US$ 460 millones          | US$ 801 millones           | - US$ 341 millones      | + US$ 2 538 millones                      |
| Total                                                      | US$ 23 587 millones       | US$ 21 048 millones        |                         |                                           |
| 2025                                                       |                           |                            |                         |                                           |
| 2026                                                       |                           |                            |                         |                                           |
| 2027                                                       |                           |                            |                         |                                           |
| 2028                                                       |                           |                            |                         |                                           |
| 2029                                                       |                           |                            |                         |                                           |
| DÉCADA DE 2030 (Años 30s)                                  |                           |                            |                         |                                           |
| 2030                                                       |                           |                            |                         |                                           |
| Fuente: Instituto Nacional de Estadística de Bolivia (INE) |                           |                            |                         |                                           |
| Nota: Datos actualizados hasta septiembre de 2024          |                           |                            |                         |                                           |

## Exportaciones
En 2014, las exportaciones de Bolivia llegaron a los USD 13.400 millones. Los principales productos exportados de Bolivia son el Gas natural con USD 6.030 millones, el oro con USD 1.370 millones, el mineral del zinc con USD 993 millones, el Petróleo Crudo con USD 755 millones y la Harina de soja con USD 714 millones. 
| Principales Productos exportados por Bolivia en 2014      | Principales Productos exportados por Bolivia en 2014 | Principales Productos exportados por Bolivia en 2014 | Principales Productos exportados por Bolivia en 2014 |
| N°                                                        | Producto                                             | Valor de exportación                                 | Porcentaje                                           |
| --------------------------------------------------------- | ---------------------------------------------------- | ---------------------------------------------------- | ---------------------------------------------------- |
| 1°                                                        | Gas de Petróleo                                      | USD 6.030 millones                                   | 45 %                                                 |
| 2°                                                        | Oro                                                  | USD 1.370 millones                                   | 10 %                                                 |
| 3°                                                        | Mineral del Zinc                                     | USD 994 millones                                     | 7,4 %                                                |
| 4°                                                        | Petróleo Crudo                                       | USD 756 millones                                     | 5,6 %                                                |
| 5°                                                        | Harina de Soya                                       | USD 715 millones                                     | 5,3 %                                                |
| 6°                                                        | Minerales Metálicos                                  | USD 640 millones                                     | 4,8 %                                                |
| 7°                                                        | Estaño Metálico                                      | USD 429 millones                                     | 3,2 %                                                |
| 8°                                                        | Aceite de Soya                                       | USD 332 millones                                     | 2,5 %                                                |
| 9°                                                        | Mineral de Plomo                                     | USD 220 millones                                     | 1,6 %                                                |
| 10°                                                       | Alforfón                                             | USD 203 millones                                     | 1,5 %                                                |
| 11°                                                       | Cocos y Nueces                                       | USD 180 millones                                     | 1,3 %                                                |
| Fuente: Observatorio de Economía y Complejidad OEC (2014) |                                                      |                                                      |                                                      |

### Oro
El segundo producto exportado por Bolivia es el mineral del Oro. En 2014 Bolivia llegó a exportar al mundo este producto por un valor de USD 1.370 millones, de los cuales el 98% es exportado a Estados Unidos con una valor de exportación de USD 1.340 millones, mientras que un 2,3% es exportado a Suiza por un valor de USD 31,1 millones y un 0.084% que exporta a Italia por un valor de USD 1,14 millones. A nivel Sudamérica Bolivia es el quinto país exportador de oro.

### Petróleo
Desde el año 1962, Bolivia ha exportado petróleo a varios países del mundo por un valor total de 4 487 millones de dólares (hasta el año 2017). 
| Año   | Exportaciones de Petróleo de Bolivia al Mundo | País de destino                                                                                           |
| 1962  | US$ 1,49 millones                             | Argentina (100%)                                                                                          |
| 1963  | US$ 2,61 millones                             | Argentina (100%)                                                                                          |
| 1964  | US$ 883 mil                                   | Argentina (100%)                                                                                          |
| 1965  | US$ 807 mil                                   | Argentina (100%)                                                                                          |
| 1966  | US$ 1,41 millones                             | Argentina (100%)                                                                                          |
| 1967  | US$ 25,4 millones                             | Estados Unidos (78%), Argentina (22%)                                                                     |
| 1968  | US$ 16,8 millones                             | Estados Unidos (94%), Argentina (5,5%)                                                                    |
| 1969  | US$ 26,0 millones                             | Estados Unidos (59%), Argentina (41%)                                                                     |
| 1970  | US$ 11,3 millones                             | Argentina (90%), Estados Unidos (5,3%), Perú (4,6%)                                                       |
| 1971  | US$ 21,4 millones                             | Argentina (56%), Perú (21%), Estados Unidos (14%), Chile (9,3%)                                           |
| 1972  | US$ 32,5 millones                             | Argentina (49%), Perú (27%), Brasil (15%), Chile (9,6%)                                                   |
| 1973  | US$ 37,9 millones                             | Brasil (34%), Argentina (28%), Perú (22%), Chile (16%)                                                    |
| 1974  | US$ 124 millones                              | Argentina (34%), Estados Unidos (32%), Chile (17%), Paraguay (8,8%), Perú (4,5%), Brasil (3,3%)           |
| 1975  | US$ 103 millones                              | Argentina (69%), Estados Unidos (25%), Chile (3,2%), Perú (2,4%), Paraguay (0,4%)                         |
| 1976  | US$ 68,1 millones                             | Argentina (59%), Estados Unidos (41%)                                                                     |
| 1977  | US$ 113 millones                              | Argentina (75%), Estados Unidos (25%)                                                                     |
| 1978  | US$ 19,4 millones                             | Estados Unidos (51%), Argentina (49%)                                                                     |
| 1983  | US$ 10,8 millones                             | Estados Unidos (100%)                                                                                     |
| 1991  | US$ 3,02 millones                             | Estados Unidos (96%), Argentina (4,4%), Venezuela (0,03)                                                  |
| 1992  | US$ 1,17 millones                             | Argentina (100%)                                                                                          |
| 1993  | US$ 1,16 millones                             | Argentina (100%)                                                                                          |
| 1994  | US$ 6,34 millones                             | España (81%), Argentina (19%)                                                                             |
| 1995  | US$ 45,6 millones                             | Estados Unidos (61%), Bahamas (11%), Panamá (10%), Canadá (9,8%), Argentina (7,6%)                        |
| 1996  | US$ 33,7 millones                             | Estados Unidos (64%), Panamá (31%), Argentina (5,1%)                                                      |
| 1997  | US$ 26,1 millones                             | Estados Unidos (86%), Nicaragua (7,9%), Argentina (5,9%), Chile (0,5%)                                    |
| 1998  | US$ 29,1 millones                             | Estados Unidos (82%), Argentina (18%)                                                                     |
| 1999  | US$ 19,3 millones                             | Estados Unidos (99%), Paraguay (1%)                                                                       |
| 2000  | US$ 34,5 millones                             | Brasil (57%), Estados Unidos (36%), Argentina (5,9%), Paraguay (0,4%)                                     |
| 2001  | US$ 55,8 millones                             | Brasil (82%), Estados Unidos (10%), Argentina (6,3%), Paraguay (1,4%), Uruguay (0,3%)                     |
| 2002  | US$ 60,8 millones                             | Brasil (87%), Chile (6,9%), Argentina (6,3%), Paraguay (0,2%)                                             |
| 2003  | US$ 95,9 millones                             | Brasil (88%), Chile (9,4%), Argentina (1,9%), Paraguay (0,2%)                                             |
| 2004  | US$ 134 millones                              | Brasil (84%), Estados Unidos (16%)                                                                        |
| 2005  | US$ 297 millones                              | Brasil (52%), Estados Unidos (30%), Argentina (16%), Costa Rica (1,7%)                                    |
| 2006  | US$ 350 millones                              | Brasil (39%), Perú (25%), Estados Unidos (11%), Argentina (9,8%), Chile (5,5%), Panamá (4,6%)             |
| 2007  | US$ 279 millones                              | Estados Unidos (26%), Brasil (19%), Canadá (17%), Perú (12%), Santa Lucía (9,5%), Argentina (6,3%)        |
| 2008  | US$ 294 millones                              | Estados Unidos (37%), Brasil (31%), Antillas Neerlandesas (18%), China (13%), Argentina (0,9%)            |
| 2009  | US$ 85,9 millones                             | Estados Unidos (65%), Panamá (35%), Paraguay (0,4%)                                                       |
| 2010  | US$ 186 millones                              | Estados Unidos (100%)                                                                                     |
| 2011  | US$ 240 millones                              | Estados Unidos (65%), Chile (18%), Reino Unido (11%), Bélgica (6,5%)                                      |
| 2012  | US$ 438 millones                              | Estados Unidos (34%), Argentina (31%), Chile (22%), Países Bajos (13%)                                    |
| 2013  | US$ 487 millones                              | Argentina (51%), Países Bajos (24%), Estados Unidos (8,5%), Singapur (5,8%), Malasia (5,2%), Chile (5,0%) |
| 2014  | US$ 747 millones                              | Argentina (30%), China (24%), Singapur (13%), Hong Kong (11%), Corea del Sur (6,3%), Malasia (4,3%)       |
| 2015  | US$ 197 millones                              | China (47%), Estados Unidos (18%), Singapur (12%), Argentina (12%), Malasia (12%)                         |
| 2016  | US$ 69,9 millones                             | Singapur (81%), Estados Unidos (19%)                                                                      |
| 2017  | US$ 53,4 millones                             | Estados Unidos (45%), Singapur (31%), Suiza (24%)                                                         |
| 2018  |                                               | |
| 2019  |                                               | |
| 2020  |                                               | |
| Total | US$ 4 487 millones                            | |

### Zinc
[[File:Exportaciones de Bolivia del periodo 2010-2014 expresadas en USD valor FOB.png|thumb|right|Exportaciones de Bolivia del periodo 2010-2014 expresadas en USD valor FOB. Fuente]

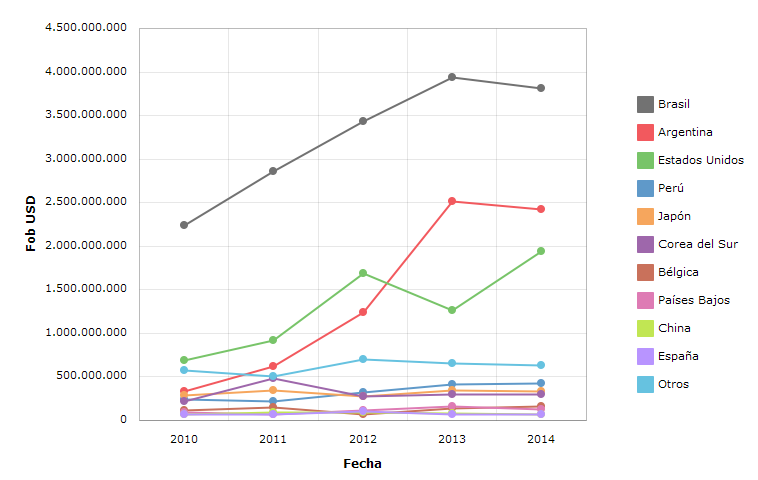
Exportaciones de Bolivia del periodo 2010-2014 expresadas en USD valor FOB. [http://trade.nosis.com/es/Comex/Importacion-Exportacion/Bolivia/Todas-las-posiciones-arancelarias/BO/00 Fuente

El tercer producto exportado por Bolivia es el mineral del Zinc. En 2014 Bolivia llegó a exportar al mundo este producto por un valor de USD 994 millones, siendo su principal mercado el continente Asiático. El 21% del total del zinc exportado por Bolivia tiene como destino Corea del Sur por un valor de USD 212 millones, otro 21% del zinc exportado tiene como destino Japón con un valor de USD 209 millones y finalmente China al cual Bolivia exporta el 12% de este mineral por un valor USD 121 millones haciendo un total de USD 542 millones exportados al Continente Asiático.
En el mercado europeo, Bolivia exporta el 13% de su zinc a Bélgica-Luxemburgo por un valor de USD 128 millones, el 5,3% del zinc a Francia por un valor de USD 53,3 millones, el 4,8 del zinc a España por un valor de USD 47,2 millones, un 2,9% a Suiza por USD 28,5 millones, un 1,6% al Reino Unido por USD 15,7 millones y finalmente un 1,1% a Finlandia por un valor de USD 10,6 millones haciendo un total de valor de exportación de USD 283 millones este mineral exportados hacia el Continente Europeo. 
Mientras que un 8,4% del zinc es exportado a Australia (continente de Oceanía) por un valor de USD 83,6 millones.
En el continente de América, Bolivia exporta otro 7,44% de su zinc a Canadá por un valor de USD 73,1 millones y a nivel sudamericano un 0,77% a la Argentina por un valor de USD 7,63 millones y el 0,44% al Perú por USD 4,03 millones haciendo un total de valor de exportación de USD 84,8 millones este mineral exportados dentro de América.
Bolivia es el Petróleo Crudo. En 2014 Bolivia llegó a exportar al mundo este producto por un valor de USD 756 millones, siendo su principal mercado el continente Asiático. Pero a pesar de ser Asia su primer mercado, el 31% del petróleo boliviano es exportado a la Argentina por un valor de USD 236 millones, el segundo mercado es China con el 23% del producto exportado allí por un valor de USD 176 millones, luego,  el 13% se va a Singapur por un valor de USD 100 millones, un 11% a Hong Kong por USD 81,5 millones, un 6,2% a Corea del Sur por USD 46,6 millones y finalmente cerrando el mercado asiático, un 4,3% a Malasia por USD 32,2 millones, haciendo un total de USD 437 millones exportados al Continente Asiático.
En el ámbito del mercado europeo, Bolivia exporta otro 4,1% de su petróleo a los Países Bajos por un valor USD 31,2 millones y otro 4,1% al Reino Unido por USD 30,9 millones, haciendo un total de USD 62,1 millones exportados al Continente Europeo. Finalmente, el 2,7% restante es exportado a Panamá por un valor de USD 20,7 millones.
En el ámbito de posicionamiento a nivel continental, cabe destacar también que Bolivia es el sexto país exportador de Petróleo Crudo de Sudamérica, solo después de Venezuela (USD 47.800 millones), Colombia (USD 25.700 millones), Brasil (USD 16.400 millones), Ecuador (USD 13.600 millones) y Argentina (USD 1.620 millones). A nivel América, Bolivia ocupa el décimo lugar y a nivel mundial Bolivia es el quincuagésimo primer (51) exportador de petróleo.
Además de los hidrocarburos, industria manufacturera y la minería, Bolivia también es, junto al Perú, el mayor productor y exportador mundial de quinua llegando a las 25.000 toneladas anuales exportadas, recaudando USD 153 millones durante 2013. A la vez se encuentra también la soya con USD 251 millones. En 2014, Bolivia rompió récord al llegar a exportar 3,1 millones de toneladas de Soya.
Cabe mencionar también que en la última década (2004-2014) Bolivia junto a Paraguay fueron los países exportadores de Sudamérica que más crecieron.
En 2014, los principales destinos de las exportaciones bolivianas según el Instituto Nacional de Estadísticas se concentraban en Brasil con el 30,8 %, Argentina con 19,6 %, Estados Unidos con 16,1 %, Colombia con 4,9 %, Perú con 4,5 %, Japón con 2,8 %, China con 2,7 %, Corea del Sur con 2,5 %, Australia con 2,1 %, Bélgica con 1,6 % y otros países con el 11,1 %.
Por bloques económicos, la venta de mercancías desde Bolivia al Mercosur se situó en 2.158 millones de dólares; al Tratado de Libre Comercio de América del Norte (Nafta) en 424 millones de dólares y a la Comunidad Andina (CAN) en 397 millones.
Se presentan a continuación los principales socios comerciales de Bolivia para el periodo 2010-2014. La mayoría de sus importadores están en Asia, América y Europa. Las cifras expresadas son en dólares estadounidenses valor FOB.

## Exportaciones de Bolivia a Centroamérica y el Caribe

### Exportaciones a Cuba
Uno de los principales productos que Bolivia exporta a El Salvador son los Explosivos Preparados. Hasta el año 2017, Bolivia ha tomado prácticamente el mercado cubano. Pues cabe mencionar, que todo los explosivos que Cuba importa del mundo, el 82 % proviene de Bolivia, siendo el primer país proveedor.
Otros productos que Bolivia también exporta a Cuba son lo textiles (ropas de algodón, camisetas, ropa interior, sabanas) así como también plásticos (tubos y tapas) y zapatos de cuero.

### Exportaciones a Costa Rica
Bolivia exporta Bórax a Costa Rica. Pues cabe mencionar, que todo el bórax que Costa Rica importa del mundo, un 64 % proviene de Bolivia, siendo el primer país proveedor de este producto en Costa Rica.
Otros productos que Bolivia también exporta a Costa Rica son los materiales de fricción (piedra y vidrio), Legumbres Secas, Té, Madera, frutas secas, alforfón y frutas tropicales.

### Exportaciones a El Salvador
Uno de los principales productos que Bolivia exporta a El Salvador es el Aceite de Soya. Pues cabe mencionar, que todo el Aceite de Soya que El Salvador importa del mundo, un 7 % proviene de Bolivia, siendo el cuarto mayor país proveedor de este producto en El Salvador después de Estados Unidos, Costa Rica y Argentina.
El otro producto importante que Bolivia también exporta a El Salvador, es el Bórax. Hasta el año 2017, Bolivia ha tomado prácticamente el mercado salvadoreño. Pues cabe mencionar, que todo el bórax que El Salvador importa del mundo, el 95 % proviene de Bolivia, siendo el primer país proveedor.

### Exportaciones a Guatemala
Uno de los principales productos que Bolivia exporta a Guatemala es el Bórax. Hasta el año 2017, Bolivia ha tomado prácticamente el mercado guatemalteco. Pues cabe mencionar, que todo el bórax que Guatemala importa del mundo, el 86 % proviene de Bolivia, siendo el primer país proveedor.
El otro producto principal que Bolivia exporta a Guatemala es el Tanned equina y Las pieles de Bovino. Las exportaciones bolivianas  representan el 4,2 %, siendo Bolivia el sexto mayor país proveedor de este producto en toda Guatemala, después de México, India, Nicaragua, Ecuador y El Salvador.

### Exportaciones a Honduras
Los principales productos exportados de Bolivia hacia Honduras son el Bórax, los aceites grasos industriales, alcoholes, instrumentos médicos, termostatos, tapas de plástico y alforfón.

### Exportaciones a Nicaragua
Los principales productos que Bolivia exporta a Nicaragua son: Los Materiales de Fricción (piedra o vidrio), los aceites grasos industriales, alcoholes, el Bórax, Máquinas para el procesamiento de piedra, Alforfón, Hierro, Frutas y Nueces.

### Exportaciones a Panamá
Los principales productos que Bolivia exporta a Panamá son: El refinado de petróleo, Maquinarias (para el procesamiento de piedra), productos químicos (como explosivos preparados y cordones detonantes), Metales preciosos, Madera, Tanned Equino y pieles de Bovino.

### Exportaciones a República Dominicana
Los principales productos que Bolivia exporta a República Dominicana son: Tanned Equino y pieles de Bovino, Madera, Maquinaria (para procesamiento de piedra y bombas de aire), Refinado de petróleo, cocos y nueces.